# Antoni Zygmund
Antoni Szczepan Zygmund (Varsóvia, 25 de dezembro de 1900 — Chicago, 30 de maio de 1992) foi um matemático estadunidense nascido na Polônia.

## Vida
Zygmund obteve o doutorado pela Universidade de Varsóvia, em 1923, e foi professor na Universidade de Vilnius, de 1930 a 1939. Em 1940, durante a ocupação da Polônia durante a Segunda Guerra Mundial, emigrou para os Estados Unidos, onde foi professor no Mount Holyoke College. De 1945 a 1947 foi professor na Universidade da Pensilvânia, e a partir de 1947 na Universidade de Chicago.
Seu principal interesse científico foi análise harmônica. Escreveu um livro clássico em dois volumes, Trigonometric Series.
Possivelmente seu trabalho mais significativo foi em colaboração com Alberto Calderón, sobre integrais singulares.